# Новоукраїнка (Болградський район)
Новоукраї́нка — село Бородінської селищної громади, у Болградському районі Одеської області України. становить 272 особи.

## Географія
Селом тече річка Колбараш.

## Історія
Указом Президії Верховної Ради УРСР від 14 листопада 1945 року село Колбараш Лакської сільради Бородінського району Ізмаїльської області перейменували на село Новоукраїнка.
12 червня 2020 року, відповідно до Розпорядження Кабінету Міністрів України від № 724-р «Про визначення адміністративних центрів та затвердження територій територіальних громад Одеської області», увійшло до складу Бородінської селищної територіальної громади.
19 липня 2020 року, в результаті адміністративно-територіальної реформи і ліквідації Тарутинського району, село увійшло до складу новоутвореного Болградського району.

## Населення
Згідно з переписом УРСР 1989 року чисельність наявного населення села становила 282 особи, з яких 129 чоловіків та 153 жінки.
За переписом населення України 2001 року в селі мешкали 272 особи.

### Мова
Розподіл населення за рідною мовою за даними перепису 2001 року:
| Мова       | Відсоток |
| ---------- | -------- |
| українська | 89,71 %  |
| молдовська | 6,25 %   |
| російська  | 2,57 %   |
| болгарська | 0,74 %   |
| білоруська | 0,37 %   |
| гагаузька  | 0,37 %   |